# سيرجيو فيلار
سيرجيو فيلار (بالإسبانية: Sergio Villar)‏ هو لاعب كرة قدم أوروغواياني في مركز الدفاع، ولد في 5 يناير 1944 في مونتيفيديو في الأوروغواي. لعب مع ديفينسور سبورتينغ وسبورتيفو سيريتو ونادي سان لورينزو.